# Tetradactylus breyeri
Tetradactylus breyeri là một loài thằn lằn trong họ Gerrhosauridae. Loài này được Roux mô tả khoa học đầu tiên năm 1907.